# Õhtuleht
Õhtuleht («Ыхтулехт» — «вечерняя газета») — ежедневный таблоид на эстонском языке, выходящий в столице Эстонии Таллине; принадлежит в равных долях медиаконцернам Ekspress Grupp и Eesti Meedia.

## История

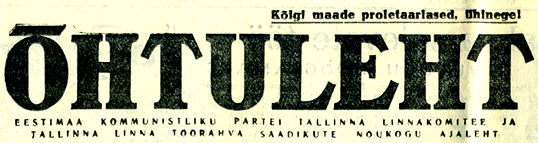
Логотип в советское время

Газета была основана в октябре 1944 года — на следующий месяц после освобождения Таллина Красной армией в ходе Таллинской операции. До начала 1990-х годов была печатным органом Таллинского городского совета народных депутатов. В марте 1997 года издание сменило свою концепцию общеполитической газеты на более лёгкий, развлекательный контент.
3 июля 2000 года «Õhtuleht» объединилась с конкурирующим таблоидом «Sõnumileht» («Сы́нумилехт» — «Газета известий»). Новое издание получило название «SL Õhtuleht» («Эс-эль ыхтулехт»). 6 октября 2008 года газета «SL Õhtuleht» сменила название на «Õhtuleht».

## Тираж и читательская аудитория
Является второй по величине тиража газетой в Эстонии (после «Постимеэс»). Согласно данным Союза газет Эстонии в феврале 2010 года тираж «Õhtuleht» составлял 54,3 тысяч. Согласно данным исследования, проведённого фирмой по маркетинговым исследованиям TNS Emor, читательская аудитория газеты составляла во втором квартале 2008 года 227 тысяч человек.